# علاج نفسي لخوف الأطفال من الإبر
العلاج النفسي لخوف الأطفال من الإبر
على الرغم أن الخوف من الإبر غير مرتبط بالعمر، لكنه أكثر شيوعًا لدى الأطفال منه عند البالغين. تشير أحدث الأبحاث من جميع الميادين إلى أن الخوف من الإبرة هو الأكثر شيوعاً بين مخاوف الأطفال وهناك بعض الأبحاث التي تدعي أن ما يصل إلى 93٪ من الأطفال يعانون من التعب «المتعلق بالإبرة»، أجريت العديد من الدراسات حول طرق النفسية-الاجتماعية لمساعدة الأطفال على التغلب على هذا النوع من المخاوف وقد أجرت الأبحاث الحالية في هذا المجال عدة أنواع من العلاجات غير الجراحية لمساعدة الأطفال في التغلب على رهاب الإبرة، ويمكن تصنيفها إلى تقنيات لتشتيت انتباه الطفل للإبرة وغيرها من التقنيات، حيث توفر هذه التقنيات بدائل أكثر أمانًا وأرخص من  الدواء أو علاج تخعلاجات التخدير.

## الأبحاث المستقبلية
واقترحت «جيما مورفي»، وهي ممرضة في وحدة الأطفال حديثي الولادة في مستشفى جامعة «كوليدج» في لندن أن الأبحاث المستقبلية يجب أن تركز على أنواع التشتيت العكسي غير الرسوم المتحركة والأفلام. اقترحت «مورفي» دراسات تقارن تأثير الكتب، والتصوير الموجه، والموسيقى، ونظارات الفيديو الواقعية الافتراضية، كأشكال أخرى من التشتيت العكسي.